# Seznam členů České národní rady po volbách v roce 1976
Toto je seznam poslanců České národní rady po volbách v roce 1976.

## Abecední seznam poslanců
V závorce stranická příslušnost.

### A–H
- JUDr. Čestmír Adam – ČSS
- doc. RSDr. Ladislav Adamec, CSc. – KSČ
- Oldřich Balabán – ČSS
- prof. MUDr. Vladimír Balaš, DrSc. – KSČ
- Krista Bartíková – ČSS
- Pavla Bařinová – KSČ
- Oldřich Bauer – KSČ
- Alois Beran – KSČ
- Pavel Bertl – bezpartijní
- Ing. Václav Běžel – KSČ
- prof. akad.malíř Jan Blažek
- Anna Bohatová – KSČ
- Zdena Botková – KSČ
- RSDr. Jiří Brejha – KSČ
- Josef Brisuda – KSČ
- Ludmila Brychová – bezpartijní
- Květoslava Březinová – ČSS
- Ing.  Jiří Burian – KSČ
- Ing. Miroslav Caha – KSČ
- Jiří Cibelius – bezpartijní
- Libuše Čápová – bezpartijní
- Josef Černý – bezpartijní
- Jan Červinka – KSČ
- Božena Číhalová – bezpartijní
- Jaroslav Čubrda – bezpartijní
- Ing. Jiří Čurda – KSČ
- Olga Divilová – KSČ
- PhDr. Miloslav Dočkal, CSc. – KSČ
- Milan Dohnal – KSČ
- Karel Dohnálek – bezpartijní
- Ladislav Doležal – KSČ
- Evžen Erban – KSČ
- Libuše Faltýnková – bezpartijní
- Pavla Farníková – bezpartijní
- Božena Ficová – bezpartijní
- Jiří Fleyberk – ČSS
- zasl. um. Miroslav Florian – KSČ
- Anna Fornouzová  – KSČ
- Václav Frič – KSČ
- Helena Gaidečková – bezpartijní
- Milan Grande – KSČ
- Marie Háblová – KSČ[3]
- Ing. Jaromír Hájek – KSČ
- RSDr. Emilian Hamerník – KSČ
- Josef Hanzelka – ČSL
- Alena Hanzlová – ČSS
- Zdeňka Hanzlová – ČSS
- Josef Hasnedl – bezpartijní
- Naděžda Havířová – KSČ
- MUDr. Jaroslav Henzl – ČSS
- Walter Herrgesell – KSČ
- PhDr. Miroslav Hlaváček – KSČ
- Josef Hlavička – KSČ
- Jan Hluší – KSČ
- Vladimír Hofman – KSČ
- Bohuslav Horáček – KSČ
- Ing. Jaroslav Horák – KSČ
- Libuše Horáková – bezpartijní
- Štěpán Horník – KSČ
- RSDr. Zdeněk Hoření – KSČ
- Jiří Hrdlička – ČSS

### CH–R
- Karel Chýlek – KSČ
- Stanislav Chytráček – ČSL
- Marie Jarošová – KSČ
- Věroslav Jedlička – ČSS
- RSDr. Jan Jirásek – KSČ
- Antonín Job – KSČ
- Ing. Josef Jung – KSČ
- Amálie Kadlčíková-Braunová – KSČ
- doc. Antonín Kachlík – KSČ
- Jan Kaňka – bezpartijní
- JUDr. Luděk Kapitola – ČSS
- Jana Klasová – KSČ
- Marta Klimková – bezpartijní
- doc. JUDr. Milan Klusák, CSc. – KSČ
- Marie Kochtová – KSČ
- Blažena Konečná – bezpartijní
- Josef Korčák – KSČ
- Karel Kostka – bezpartijní
- Helena Kotrlová – KSČ
- Vlasta Kovářová – KSČ
- Alois Král  – KSČ
- Ing. Jiří Krátký – ČSS
- Petr Krátký – bezpartijní
- Naděžda Křenová – bezpartijní
- Oldřich Kubánek – KSČ
- doc. MVDr. Antonín Kubíček, CSc.  – KSČ
- prof. Ing. Ladislav Kubíček, DrSc.  – KSČ
- Milan Kučera – bezpartijní
- MUDr. Marcela Kučerová – KSČ[4]
- Cyril Kuklínek – ČSL
- Stanislav Kuna – ČSL
- Anna Kunstová – KSČ
- Anna Langerová – bezpartijní
- Jarmila Losseová – KSČ
- JUDr. Josef Machačka – KSČ
- Ferdinand Majtán – KSČ
- Jarmila Malecká  – KSČ
- Ing. PhDr. Josef Marušák, genpor. CSc. – KSČ
- Jiří Maryška – bezpartijní
- František Mařas – KSČ
- Ladislav Matějka – bezpartijní
- Marie Matějková – KSČ
- Vlasta Matějková – KSČ
- Petr Materna – KSČ
- Ing. Josef Meier – ČSL
- Václav Měřička – ČSL
- Pavel Mezník – KSČ
- Marie Migotová – KSČ
- Václav Michalec – KSČ
- Zdeněk Míka – KSČ
- Ing. Miroslav Mrázek – KSČ
- Karel Nádhera – KSČ
- JUDr. Jan Němec – KSČ
- Ladislav Němec – ČSS
- Petr Nepraš – KSČ
- Jan Nezval – ČSL
- Jaroslav Niče – bezpartijní
- Vladislav Niedoba – bezpartijní
- Jan Onderka – bezpartijní
- Karel Pařízek – ČSL
- JUDr. Marie Patejdlová – KSČ
- Ing. Oldřich Paul – KSČ
- Filip Pejchal – KSČ
- Ing. Miroslav Petřík, CSc. – KSČ
- Ing. Josef Píro – ČSS
- Jaromír Plíva – KSČ
- Josef Podlešák – KSČ
- Jaroslav Polívka – bezpartijní
- RSDr. Jaroslav Pospíšil – KSČ[5]
- RSDr. Lubomír Procházka – KSČ
- Ing. Stanislav Rázl – KSČ
- prof. RNDr. Bohumír Rosický, DrSc. PhMr. – KSČ
- František Rozhon – KSČ
- Václav Runge – KSČ
- Ing. Václav Růžička, genmjr. – KSČ
- Marie Rylková – bezpartijní
- Jindřich Řehořek – KSČ
- Josef Řepka – ČSL
- Emílie Říhová – KSČ

### S–Z
- František Samec – KSČ
- Jan Sivák – KSČ
- Ing. František Skácel – KSČ
- Josef Skopal – bezpartijní
- Zdeňka Skřivánková – KSČ
- Jaroslava Sládková – bezpartijní
- Zdenka Slámová – KSČ
- Anastázie Slavíková – bezpartijní
- Josef Smola – KSČ
- Ing. Marie Smolíková – KSČ
- Václav Soukup – bezpartijní
- Václav Starec – KSČ
- Adolf Starý – KSČ
- Ivana Stříbrská – KSČ
- Miroslav Suchopárek – bezpartijní
- Zdenka Sůvová – KSČ
- Ing. Oldřich Svačina – KSČ
- Karel Svoboda – KSČ
- Marie Svobodová – bezpartijní
- Ing. František Sýkora – KSČ[6]
- dipl. tech. Vlastimil Sýkora – ČSS
- mjr. Marie Šantorová – KSČ
- Jaroslava Šenková – bezpartijní
- Karel Šimon – KSČ
- Bohuslav Šlahař – KSČ
- RSDr. Václav Šlapák – KSČ
- Marie Šmotková – bezpartijní
- Ing. František Šrámek – KSČ
- Jan Štandl – KSČ
- Ing. Miroslav Štěpán, CSc. – KSČ
- Josef Teplý – bezpartijní
- Ing. Jaroslav Tlapák – KSČ
- Bohuslav Toman – KSČ
- František Toman – ČSL
- Karel Tondr – KSČ
- Milada Tořová – bezpartijní
- Václav Trejbal – KSČ
- Marie Trnková – bezpartijní
- Jaroslav Ungr – KSČ
- Ing. Jan Uřičář – bezpartijní
- RSDr. Miloslav Vacík – KSČ
- Zděnka Váchová – bezpartijní
- Josef Vaňátko – bezpartijní
- Jindřich Vápeník – ČSL
- Zdeněk Vávra – KSČ
- Jan Vávrů – ČSL
- Helena Veverková – KSČ
- zasl. um. Vlasta Vlasáková – KSČ
- Karel Vlažný – KSČ
- Eva Vlčková – bezpartijní
- František Volejník – KSČ
- Oldřich Voleník – KSČ
- doc. Milan Vondruška – KSČ
- Věra Winterová – KSČ
- Stanislav Zach – bezpartijní
- genpor. Ing. Miloslav Zíka – KSČ
- RNDr. Vladimír Zvěřina, CSc. – KSČ
- RNDr. Václav Zýka, DrSc. – KSČ
- Zdena Žáková – KSČ
- Zbyněk Žalman – ČSL